# روابط نروژ-بریتانیا

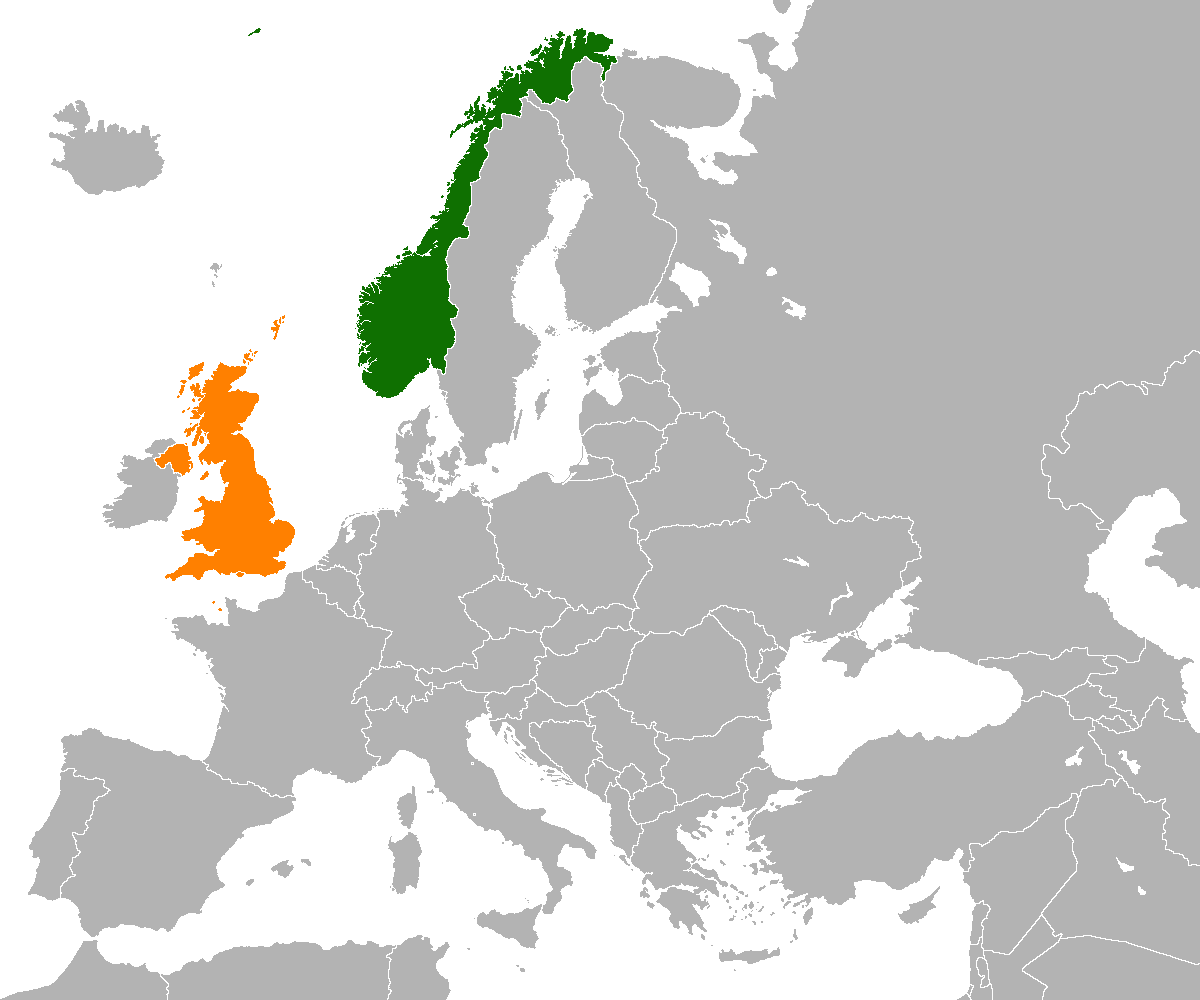
نقشهٔ مکان‌یابی نروژ و بریتانیا در قاره اروپا

روابط نروژ-بریتانیا (انگلیسی: Norway–United Kingdom relations) شامل روابط دوجانبهٔ خارجی میان دول نروژ و بریتانیا است. این دو ملت از زمان استقلال نروژ در سال ۱۹۰۵، از همکاری فرهنگی، اقتصادی، نظامی و سیاسی بسیار نزدیکی برخوردار بوده‌اند. هر دو کشور، از متحدان مرکزی در ناتو محسوب می‌شوند و اخیراً، این دو کشور برای ارائه اطلاعات و تسلیحات به اوکراین در جریان تهاجم روسیه به کشور یادشده در سال ۲۰۲۲، همکاری گسترده داشته‌اند.